# 엘알토 국제공항
엘알토 국제공항(영어: El Alto International Airport, 스페인어: Aeropuerto Internacional El Alto)은 볼리비아 라파스에 있는 공항으로 BDA 항공의 허브 공항에 속한다.

## 역사
1925년에 개항했으며 건설 당시 볼리비아 공군 기지를 사용하기 위해 건설한 공항으로 현재도 볼리비아 공군이 운영하는 군민겸용 공항에 속한다. 세계에서 해발이 가장 높은 곳에 위치한 국제공항으로 4,000m가 넘는 위치에 있는 산소 농도가 엷기 때문에 엔진의 연소 효율, 날개의 양력 발생 능력을 떨어뜨리기 위해 대형기도 이륙 시에 충분한 가속을 얻을 수 있다 또한 착륙할 때도 안전한 속도가 유지하기 위해 볼리비아에서 유일하게 4,000m의 활주로를 가지고 있다. 한편 일본 정부는 개발 원조로 공항 시설의 정비가 체결되면서 1997년 3월에 인도식이 열렸다.

## 운항 노선

### 국내선
| 항공사                     | 목적지                                               |
| -------------------------- | ---------------------------------------------------- |
| 아에로콘                   | 트리니다드                                           |
| 리네아 아리아스 아마조나스 | 루레나바께, 산타크루스, 수크레, 타리, 유니           |
| TAM 항공                   | 코비하, 코차밤바, 베랄, 루레나바께, 산타크루스, 유니 |
| BDA 항공                   | 코비하, 코차밤바, 산타크루스                         |

### 국제선
| 항공사                     | 목적지                   |
| -------------------------- | ------------------------ |
| 리네아 아리아스 아마조나스 | 쿠스코                   |
| 아메리칸 항공              | 마이애미, 산타크루스     |
| 아비앙카 항공              | 보고타, 워싱턴D.C.       |
| LAN 항공                   | 이키케, 산티아고         |
| LAN 페루                   | 리마                     |
| 스카이 항공                | 아리카, 이키케, 산티아고 |

## 문제점
해발 4,000m가 넘는 고지에 위치해 있어 평지에 비해 충분한 양력을 얻을 수 없다. 이 때문에 최대 이륙 중량이 낮아지고 따라 적재할 수 있는 연료의 양이 제한되고 있다. 또한 라파스를 출발해 직항편 운항이 불가능하다. 현재 운항하는 기종은 단거리의 경우 보잉 727, 보잉 737, 에어버스 A320을 취항하는 반면 대형기의 경우 맥도넬더글러스 DC-10 화물기만 취항하고 있다. 한 때  루프트한자가 보잉 747(산타크루스 경유) 기종으로 운항하고 있다.
소형기의 경우 연료와 승객을 채운 상태에서 이륙은 위험하기 때문에 라파스를 기점으로 하는 장거리 국제선의 경우 승객과 연료를 라파스에서 취항하거나 적재하지 않고 산타크루스에 위치한 비루비루 국제공항을 경유해 승객, 화물, 연료 체크한 다음 취항한다.